# Мори, Чезаре
Чезаре Мори (22 декабря 1871, Павия — 6 июля 1942, Удине) — итальянский государственный деятель эпохи фашистского периода в Италии, занимавший посты префектов нескольких провинций. Известен в Италии под прозвищем «Железный префект» (итал. Prefetto di Ferro) как организатор кампании против мафии на Сицилии во второй половине 1920-х годов, которую проводил, по словам современников, «железной рукой» (итал. ferro e fucci, «железом и огнём»).

## Биография
Вырос в детском доме и был признан своими родителями в октябре 1879 года в возрасте семи лет. Учился в военной академии в Турине. Женился на девушке по имени Анджелина Сальви, в связи с чем вышел в отставку.  Он поступил в полицию, начав службу в Равенне, затем Кастельветрано в провинции Трапани, где прославился во время захвата известного в тех местах бандита Паоло Грисалфи (Paolo Grisalfi), прежде чем был переведён во Флоренцию в 1915 на должность вице-квестора.
В конце Первой мировой войны ситуация с преступностью в Сицилии стала еще хуже, когда ветераны войны присоединились к местным бандам. В 1919 Чезаре Мори был отправлен обратно на Сицилию в качестве командира спецназа против разбоя. Во время проводимых облав Чезаре Мори отличился своими энергичными и радикальными методами. В Кальтабеллотте он арестовал более 300 человек за одну ночь. В прессе того времени писали о «смертельном ударе по мафии», но Чезаре Мори сказал:

Эти люди еще не поняли, что разбойники и мафия это две разные вещи. Мы ударили по первым, кто, несомненно, является самым заметным аспектом сицилийской преступности, но не самым опасным. Истинным смертельным ударом по мафии будет, когда мы будем в состоянии сделать облавы не только среди зарослей опунции, но в префектурах, полиции, особняках работодателей, и почему нет, в некоторых министерствах.
Оригинальный текст (итал.) Costoro non hanno ancora capito che i briganti e la mafia sono due cose diverse. Noi abbiamo colpito i primi che, indubbiamente, rappresentano l'aspetto più vistoso della malvivenza siciliana, ma non il più pericoloso. Il vero colpo mortale alla mafia lo daremo quando ci sarà consentito di rastrellare non soltanto tra i fichi d'india, ma negli ambulacri delle prefetture, delle questure, dei grandi palazzi padronali e, perché no, di qualche ministero.
— 
В 1920 вернулся на материк и служил в Турине как квестор, затем в Риме и Болоньи. В 1921 он был префектом Болоньи, и был одним из немногих сотрудников сил правопорядка, которые противостояли организованному бандитизму (squadrismo) фашистского движения. Чезаре Мори был удалён и отправлен в Бари. Он уехал со своей женой во Флоренцию в 1922, когда фашистский лидер Бенито Муссолини захватил власть после марша на Рим.

### Назначенный в Сицилии
Благодаря своей репутации человека действия, он был отозван на действительную службу в 1924 министром внутренних дел Луиджи Федерцони. Он был назначен префектом Трапани, прибыв туда в июне 1924 и оставаясь там до 20 октября 1925, когда Бенито Муссолини назначил его префектом Палермо, с особыми полномочиями по всему острову Сицилия и миссией искоренения мафии любыми возможными способами. В телеграмме Муссолини писал Мори:

У Вашего превосходительства карт бланш. Государственная власть должна быть безусловно, я повторяю — безусловно восстановлена на Сицилии. Если существующие законы будут мешать Вам, это не будет проблемой, мы издадим новые.
Оригинальный текст (итал.) Vostra Eccelenza ha carta bianca. L'autorità dello Stato deve essere assolutamente, ripeto assolutamente ristabilita in Sicilia. Se le leggi attualmente in vigore la ostacoleranno non costituirà un problema. Noi faremo nuove leggi.
— 
По мнению ряда историков поводом для Муссолини к атаке против мафии послужил официальный визит в Сицилию в мае 1924, во время которого он чувствовал себя оскорблённым мафиозо Франческо Куккиа, который публично заявил, что Бенито Муссолини не нужен полицейский эскорт, потому что само присутствие Куккиа защищает его. Однако, по словам учёного Кристофера Даггана, причина была более политической, а не личной: мафия угрожала и подрывала его власть в Сицилии, и успешная кампания против оной укрепила бы его в качестве нового лидера, и расширила возможности его правления.

### Борьба с мафией
Мори занял свой пост в Палермо в ноябре 1925 и оставался на этом посту до 1929. В течение первых двух месяцев он арестовал более пятисот мужчин, и их число увеличивалось в последующие годы. В январе 1926, он предпринял то, что было, вероятно, самым известным его действием: оккупация села Ганджи, оплота различных преступных группировок. Используя карабинеров и полицейские силы, он приказал обыскивать дома, забирая бандитов, рядовых членов мафии, а также и различных подозреваемых, которые могли находиться в бегах. Он не колеблясь проводил осаду городов, применял жестокие пытки, брал женщин и детей в качестве заложников, чтобы обязать подозреваемых сдаться. Однажды он даже обратился к авторитетному мафиози Гаэтано Феррарелло, назвав его трусом, и вызвал на дуэль. Когда преступник прибыл на место поединка чести, он был тут же схвачен карабинерами. Находясь в тюрьме, Гаэтано покончил жизнь самоубийством. Все эти действия заставили мафию уйти в подполье до конца войны, значительно сократив своё влияние в регионе, а за столь жёсткие методы Мори получил прозвище «Железный префект».

## Последние годы
В 1929 г. Мори ушёл с поста в Сицилии, оставаясь при этом сенатором. В 1930-е гг. преступность на Сицилии резко упала по сравнению с предыдущими годами, что ставили в заслугу Мори, однако он больше не возвращался в большую политику и умер забытым. Вторжение антигитлеровской коалиции на Сицилию привело к восстановлению влияния мафии, поскольку у неё были счёты с фашизмом, поэтому союзники предпочли опираться на мафиозных лидеров.

## В культуре
- Кинофильм «Железный префект[англ.]» (1977)[12]
- Кинофильм «Чезаре Мори — железный префект[итал.]» (2012)[13]